# آخر يوم لميلارد سالتر
 رواية آخر يوم لميلاد سالتر هي رواية أمريكية كتبها جاكوب إم. أبيل. ونشرها سايمون وشوستر في عام 2017. حصلت الرواية على جائزة فولنكر-وليم في عام 2016. أشاد رئيس لجنة الجوائز القاضي جون جوريجوري براون بالرواية وكتب عنها «إنها رواية فطنة ومضحكة بشكل رائع وملحوظ حول الموت، ومقنعة بالكامل في جميع النواحي. هذا المؤلف ليس طبيب نفسي عجوز من نيويورك، لذلك هذه الرواية هي إنجاز من العمل العبقري و المذهل وأسلوب التكلم البطني .».

## الحبكة
تتناول الرواية قصة اليوم الأخير في حياة الطبيب النفسي العجوز ميلارد سالتر الذي يبلغ من العمر 75 عامًا، و هو مدير و مسؤول خدمة استشارة الإتصال في مستشفى سانت ديمفنا في مدينة نيويورك. توفيت زوجة سالتر الثانية موتًا بطيئًا مروعُا ومؤلم على إثر إصابتها بمرض السرطان، لذلك قام ميلارد سالتر بالتطوع في منظمة سرية تساعد المرضى الذين على وشك الموت والمصابين بأمراض مميتة المقدمين على الانتحار. إلا أنه يقع في حب أول مريضة كلف بها (دليلا)، ويقرر إنهاء حياته في نفس اليوم الذي تنهي فيه حياة دليلا.

## ملاحظة نقدية
وصفت صحيفة واشنطن بوست بطل الرواية بأنه "إنسان مفعم بالحياة " وكتبت أنه "يستدعي المقارنات بينه وبين شخصية الراحل جون أبدايك التي زارها وعاود النظر فيها، رابينت تصور الملل المعاصر حيث يعتبر رابيت نفسه بأنه استوفى من خلال التشويش  في تابلت. ووصف ألامريكي الكسندر أكيمان الرواية بأنها «أفضل رواية لعام 2017 والتي لم نسمع مثلها من قبل».